# 金港堂
金港堂（きんこうどう）とは、明治時代に創業された日本の出版社。

## 概要
原亮三郎（1848年‐1919年）によって明治8年（1875年）に横浜に創業された出版社である。社名は横浜の当時の別称「金港」にちなんだ。翌明治9年（1876年）に東京日本橋に移転し、教科書を主とした教育類書の出版で著名となる。
明治20年（1887年）より言文一致で知られる長編小説『浮雲』を刊行、作家の山田美妙を硯友社から引き抜いて、明治21年（1888年）に文芸誌『都之花』を創刊。明治25年（1902年）には『少年界』や『少女界』など七大雑誌を創刊、明治20年代から明治30年代には黄金時代を迎えた。
幸田露伴のデビュー作『露団々』も金港堂が原稿を買い取ったものである。木版口絵のついた本は多くはなかったが、梶田半古、鏑木清方、小林永濯、武内桂舟、寺崎広業、富岡永洗、中野春郊、松本楓湖、三島蕉窓、宮川春汀といった名のある多数の画家がそれぞれ1、2冊ずつ口絵を描いている。
明治25年（1892年）には組織変更を行い、資本金50万円をもって金港堂書籍株式会社を設立。しかし、明治35年（1902年）秋に起こった教科書疑獄事件によって国内の教科書事業は衰退に向かった。
1903年、清国上海の商務印書館と合弁となる。日本から長尾雨山、小谷重らなどの教育関係者や編集者等を商務印書館へ招聘し、教科書編集会議を経て、『最新国文教科書』の刊行に至る。
辛亥革命後に中華民国が成立すると、上海の不安定な社会情勢に加えて、商務印書館の陸費逵ら数人の社員が同社を離れて中華書局を創業したことなどから、1914年１月に金港堂との合弁が解消となる。この合弁解消時までに、金港堂社長の原亮三郎やその息子の原亮三郎、姻戚関係の山本条太郎、同社編集者の木本勝太郎などを含む日本人出資者17名がいた。
合併解消後も編集者の木本勝太郎や印刷管理者の日本人社員、関連教育者などが商務印書館で在留勤務しており、商務印書館は金港堂の国外総代理店として日本語の出版物を継続した。

## 作品
- 山田美妙 『夏木立』 明治23年（1890年）
- 『鉄道安内記』 明治23年（1890年）

## 関連書
- 『明治出版史上の金港堂 社史のない出版社「史」の試み』稲岡勝、皓星社、2019年3月